# 山本憲二
山本 憲二（やまもと けんじ、1989年11月17日 - ）は、日本の陸上競技選手。専門は長距離走・マラソン。広島県出身。遊学館高校、東洋大学出身。マツダ所属。
同じく東洋大学陸上競技部OBの山本信二、及び山本修二は実の弟である。2人は尊敬する選手として長兄である憲二の名をあげている。

## 来歴・人物

### 高校時代
- 高校2年時に全国都道府県対抗駅伝競走大会において地元広島チームの4区を走り、5区鎧坂哲哉に襷を渡した。
- 高校3年時に近畿大学附属福山高校から遊学館高校へ転校する。
- 高校3年時の全国都道府県対抗駅伝競走大会では石川県チームの1区を走った。この時の1区にはのちのチームメイトとなる柏原竜二、宇野博之、佐藤寛才も出場しており、区間賞は柏原竜二だった。

### 大学時代
- 2年時の第21回出雲駅伝の2区で大学駅伝デビューを果たす。1区の柏原竜二から2位で受け取ったタスキをトップに押し上げた。第86回箱根駅伝では7区にエントリーされていたが、当日変更で同期の田中貴章に変更された。
- 3年時の第87回箱根駅伝で箱根駅伝デビュー。アンカー10区を担当する。東洋大学は前日の往路で優勝したものの、6区で早稲田大学に逆転され、その後は追う展開が続いていた。山本は早大と40秒差の2位でタスキを受け取ると、前を行く早大・中島賢士を猛追。区間賞の走りであと一歩まで追い詰めたが逃げ切りを許し、21秒という史上最僅差で総合優勝を逃した。
- 4年時の第43回全日本大学駅伝では6区で区間賞を獲得。チームの逆転優勝に望みを繋いだが、アンカー・柏原の猛追も届かず2位に終わった。第88回箱根駅伝では当日エントリー変更で3区を担当。先頭でタスキを受けると一度は早大・矢澤曜に追いつかれるも、12.5kmで矢澤を振り切り独走。区間2位（日本人1位・当時歴代5位）の好タイムを記録した。山本の走りで独走態勢を築いた東洋大はその後一度も先頭を譲らず、2年ぶりの総合優勝・大会記録更新を成し遂げ最後の箱根駅伝で有終の美を飾った。

### 実業団時代
- マツダでは初年度からニューイヤー駅伝のエース区間4区を任されるなど、主力選手として活躍する。2016年は1区区間4位。2019年には4区区間3位の好走でチームの38年ぶりの入賞に貢献している。
- 2015年の中国実業団駅伝では3区を担当。2位でタスキを受けると区間賞の快走で先頭との差を詰め、大学の後輩でもある4区延藤潤にタスキを繋いだ。延藤が山本に続く区間賞の走りで先頭に立つと、その後も先頭を譲ることなく43年ぶりの優勝を果たした。社名が東洋工業からマツダに変わってから初の優勝であった[2]。
- 東京マラソン2018では2時間08分48秒の大幅自己ベストで日本人5位に入り、2020年東京オリンピックマラソン日本代表選考会『マラソングランドチャンピオンシップ（MGC）』への出場権を獲得した[3][4]。
- 2019年のびわ湖毎日マラソンではさらに自己ベストを更新する2時間08分42秒で日本人トップの7位に入った。
- 同年のMGCでは15kmで2位集団を引っ張るなど見せ場は作ったものの、25km手前で第3集団から脱落し16位に終わった。

## 記録
- 5000m - 13分52秒52（2020年 中国実業団記録会）
- 10000m - 28分26秒35（2015年 八王子ロングディスタンス）
- 10マイル - 46分25秒（2019年 甲佐10マイルロードレース）
- ハーフマラソン - 1時間01分47秒（2014年 全日本実業団ハーフマラソン）
- マラソン - 2時間08分38秒（2022年 第10回大阪マラソン・第77回びわ湖毎日マラソン統合大会）